# Franz Voitel
Franz Joseph Stephan Voitel (* 1773 oder 25. Dezember 1774 in Solothurn; † 19. Juli 1839 ebenda) war ein Schweizer Pädagoge und Soldat.

## Leben
Voitel war ein Sohn des Martin Lukas Voitel und der Anna Maria Buri. Bis 1789 absolvierte er seine Schulausbildung in Solothurn, zunächst an den Stadtschulen, dann am Gymnasium. Im Alter von knapp 16 Jahren trat er freiwillig ins spanische Schweizerregiment Schwaller ein und nahm an den Kriegen Spaniens gegen Frankreich teil. 1795 wurde er als Unterlieutenant zu den Grenadieren versetzt, 1796 wurde er Oberlieutenant und 1797 Hauptmann ersten Ranges. 1798 heiratete er Franziska Paula Wirz aus Rudenz. Nach einem Aufenthalt in der Schweiz ab 1802, der unter anderem der Beschäftigung mit Pestalozzis Lehrmethoden gewidmet war, kehrte er nach Spanien zurück und gründete in Tarragona eine Schule für Soldatenkinder, die aber auch von Kindern einheimischer Bürger besucht wurde. Voitel bildete befähigte Soldaten zu Hilfslehrern aus und berief den Sprachwissenschaftler Johann Andreas Schmeller als Gehilfen an seine Schule, der ihm auch folgte, als er nach Madrid gerufen wurde, wo er eine Probeschule für Offizierssöhne aufbauen sollte. Die Schule in Tarragona wurde von einem Herrn Vilmold aus Lausanne weitergeführt. Voitel war es unter anderem gelungen, den Erzbischof von Tarragona und den Chef des Kriegsministeriums Francisco Amorós auf seine Schule aufmerksam zu machen und so schließlich auch Manuel de Godoy als Unterstützer für sein Real Instituto Militar Pestalozziano zu gewinnen.
Von 1806 an war Voitel der Direktor dieses am 11. November 1806 eröffneten und unter königlichem Schutz stehenden Instituts. Zu den Schülern der Anstalt gehörte auch der jüngste Sohn des Königs Francisco de Paula de Borbón. Zahlreiche Gelehrte besuchten außerdem als sogenannte discipuli observatores diese Schule, um sich mit der neuen Lehrmethode vertraut zu machen. 1807 wurde er zum Oberstleutnant befördert.
Die Schule wurde Anfang 1808 geschlossen, nachdem die Franzosen nach Spanien eingerückt waren und Godoy vertrieben worden war. Voitel schloss sich daraufhin wieder seinem Regiment in Tarragona an. Er kam zur Division des Generals von Cadalquet und wurde dessen erster Aide-de-camp. Beim Kampf von Molins del Rey wurde der General eingeschlossen und von Voitel befreit, der dabei aber verwundet und gefangen genommen wurde. Daher verbrachte er die Jahre 1808 bis 1810 in französischer Kriegsgefangenschaft in Barcelona, Dijon und Biel und wurde dann in seine Heimatstadt Solothurn verbannt. Voitel zog laut dem Historischen Lexikon der Schweiz vier Jahre später zurück nach Barcelona und trat wieder in sein Regiment, das mittlerweile den Namen „Regiment Wimpfen“ trug, ein. Laut dem Nekrolog von einem F. F. v. S. kam er allerdings erst nach Mallorca und wurde Aide-de-camp beim General von Couppigni, ehe er 1819 wieder nach Barcelona versetzt wurde und Aide-de-camp des Generals Castannos wurde.
Dort wurde er im Jahr 1829 zum Dienst auf einer Galeere verurteilt. Im Nekrolog wird berichtet, Voitel sei festgenommen und in ein Turmverlies geworfen worden, ohne zu wissen, was ihm überhaupt vorgeworfen wurde. Dort habe er 13 Monate verbracht und sei dann zu zehn Jahren und einem Tag Galeerendienst in Ceuta verurteilt worden, ohne dass ein ordnungsgemässes Verhör und Gerichtsurteil stattgefunden habe. „Es hatten ihn“, so heisst es im Nekrolog, „nämlich einige seiner eigenen Landsleute und ein Pole, denen er immer Wohlthaten erwiesen, bei dem grausamen, argwöhnischen Grafen D'Espana als Freisinnigen angegeben; aber Alles, was man ihm vorwerfen konnte, bestand nach dem Urtheile selbst darin, daß er der Freund Zschokke's sey, dessen Porträt über seinem Pulte hängen habe und früher mit ihm und andern Freisinnigen in Korrespondenz gestanden habe.“
Nach sechs Monaten und etlichen Interventionen z. B. bei der Königin Christine von Spanien wurde Voitel freigesprochen, verliess Spanien, zog wiederum nach Solothurn und lebte dort bis zu seinem Tod als Archivar und Platzkommandant. Ein Revisionsprozess in Spanien führte 1835 zur Rehabilitierung Voitels, der 1839 Solothurner Grossrat wurde.
Voitel war ab 1811 Mitglied der Freimaurerloge La Concorde in Solothurn, 1813 schloss er sich der Literarischen Gesellschaft Solothurn an, 1825 der Naturforschenden Gesellschaft Solothurn und 1836 wurde er Mitglied der Schweizer Naturforschenden Gesellschaft und der königlichen Akademie der Naturwissenschaften und Kunst in Barcelona. 1835 erhielt er das Grosskreuz des St.-Hermenegild-Ordens.
Mit seiner Schweizer Ehefrau soll Voitel zwei Töchter bekommen haben, die in jungen Jahren starben und deren Herzen er in Bleigefässen aus Spanien in die Schweiz mitgenommen haben soll, um sie dort zu bestatten. Am 19. Juni 1816 soll in Palma de Mallorca eine uneheliche Tochter Voitels geboren worden sein, die ihm dann in den Hausgang gelegt und von seiner Ehefrau adoptiert wurde. Das Kind wurde auf die Namen Marie Josefa getauft und ehelichte am 8. September 1840 Alexander Gottfried Zschokke. Aus der Verbindung gingen drei Söhne hervor, Friedrich Viktor Conradin, Franz Theodor Otto und Julius Alexander Emil Zschokke, der als Kleinkind starb.
Die Herzen der beiden an Pocken verstorbenen Kinder sind in einer grossen Steinurne in der Einsiedelei am nördlichen Ende der Verenaschlucht in Solothurn. Die Urne steht auf einer Säule an der südlichen Felswand neben dem Eingang zur künstlichen Grotte. Lateinischer Text frontal auf der Säule: „FILIOLIS QUAS MORS IVNXIT INTRA V.DIES PARENTESORBI FR. VOITEL HELV. CENT VRIO HESP. FR. WIRTZ. RUDENZ MDCCCII“. Die Urne ging lange Zeit vergessen, trotzdem sie immer in der Einsiedelei stand. Erst am Anfang des 20. Jahrhunderts wurde sie vom damaligen Schuldirektor von Solothurn wiederentdeckt. Zusammen mit dem Steinmetz Bargetzi wurde sie geöffnet. Ein Bleibrief und die Bleigefässe mit den beiden Herzen wurden gefunden dokumentiert. Anschliessend wurde die Urne wieder verschlossen und steht seither an dem erwähnten Platz. 
1929 veröffentlichte Johann Valentin Keller-Zschokke im Selbstverlag eine Biographie Voitels unter dem Titel Franz Josef Stephan Voitel von Solothurn, 1773–1839, Oberstleutnant im ersten spanischen Schweizerregiment: Seine Lebensschicksale. Ein Beitrag zur Geschichte des genannten Regimentes.